# Funt Świętej Heleny
Funt Świętej Heleny (kod ISO 4217: SHP) – oficjalna waluta kolonii Wyspa Świętej Heleny, Wyspa Wniebowstąpienia i Tristan da Cunha. 1 Funt = 100 pensów.
Kraj ten, jako terytorium zamorskie Wielkiej Brytanii emituje swoją walutę sztywno związaną z brytyjskim funtem szterlingiem według przelicznika 1:1.
W obiegu znajdują się:
- monety o nominałach: 1, 2, 5, 10, 20 i 50 pensów oraz 1 i 2 funty
- banknoty o nominałach: 5, 10 i 20 funtów